# Markus Gisdol
Markus Gisdol (Geislingen an der Steige, 17 augustus 1969) is een Duits voetbalcoach. Hij werd medio 2025 aangesteld als hoofdtrainer bij Kayserispor.

## Carrière
Gisdol begon als coach bij kleine clubs als TSG Salach, FTSV Kuchen en SC Geislingen, voor hij via VfB Stuttgart II, SG Sonnenhof Großaspach en SSV Ulm 1846 bij de beloften van TSG 1899 Hoffenheim terechtkwam. De coach werd vervolgens assistent bij Schalke 04 onder coaches Huub Stevens en Ralf Rangnick. Op 2 april 2013 verving Gisdol de bij Hoffenheim ontslagen Marco Kurz. Hij debuteerde drie dagen later met een 3–0-overwinning op Fortuna Düsseldorf. Op 26 oktober 2015 werd hij ontslagen door Hoffenheim en vervangen door Huub Stevens. Elf maanden later volgde zijn aanstelling als hoofdcoach van Hamburger SV, op dat moment de nummer voorlaatst in de Bundesliga. Daar trad hij aan als opvolger van de ontslagen Bruno Labbadia. Hij eindigde met Hamburger SV uiteindelijk op de veertiende plaats in het seizoen 2016/17, waardoor zijn ploeg gevrijwaard bleef van de gevreesde play-offs (promotie/degradatie). Hamburg gaf Gisdol op 21 januari 2018 zijn ontslag. Dit volgde op een 0–2 nederlaag thuis tegen hekkensluiter 1. FC Köln. Hamburg stond op dat moment voorlaatste met nog drie punten marge. Uitgerekend Köln was de club die Gisdol in november 2019 aanstelde als hoofdcoach.
1 Piri ·
3 Burak ·
4 Denswil ·
5 Hosseini ·
6 Karimi ·
7 Cardoso ·
8 Bénes ·
10 Mendes ·
11 Sazdağı  ·
16 Özbek ·
17 Kapacak ·
20 Mané ·
21 Çeltik ·
22 Tuci ·
23 Carole ·
24 Toköz ·
25 Bayazıt ·
26 Gezek ·
28 Civelek ·
29 Cihan ·
30 Opoku ·
35 Özgan ·
37 Jung ·
39 Öztürk ·
50 Aslan ·
54 Kocaman ·
77 Korkmaz ·
79 Ackah ·
99 Sarıarslan ·
Coach: Gisdol